# Gnidia flanaganii
Gnidia flanaganii är en tibastväxtart som beskrevs av C. H, Wright. Gnidia flanaganii ingår i släktet Gnidia och familjen tibastväxter. Inga underarter finns listade i Catalogue of Life.